# Setge de Roma (537-538)
El Primer setge de Roma, durant la guerra gòtica, es va allargar per un any i nou dies, des del 2 de març del 537 fins al 12 de març del 538. Roma va ser defensada per les tropes de l'Imperi Romà d'Orient sota les ordres del general Belisari, davant el setge imposat pel rei dels ostrogots, Vitigès. Aquest setge fou el primer encontre important entre els dos oponents i va tenir un paper decisiu en el desenvolupament de la guerra.

## Rerefons

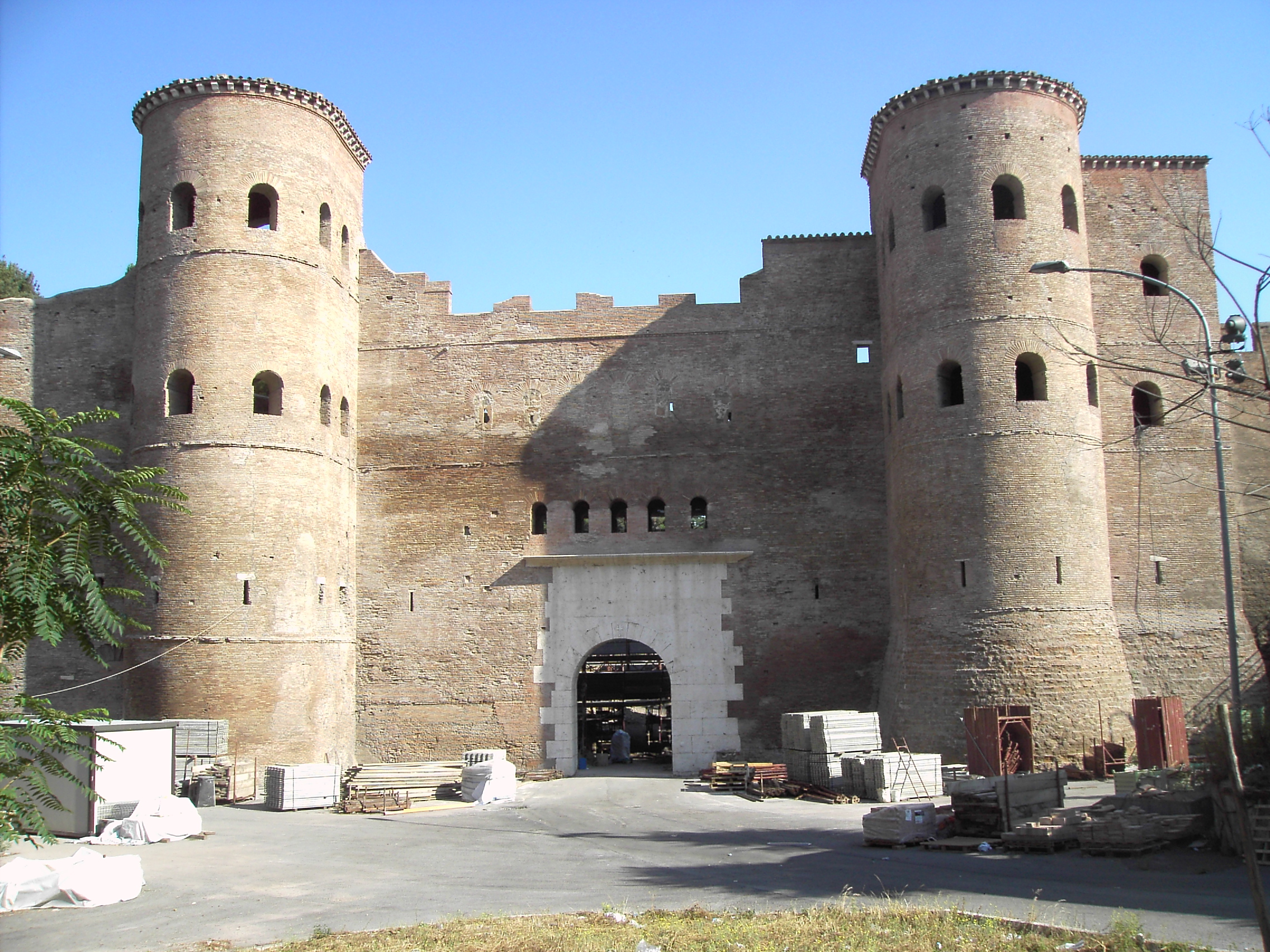
La Porta Asinària, per on els romans d'Orient entraren a Roma.

Un cop el nord d'Àfrica va tornar a mans dels romans després de la victoriosa Guerra Vandàlica, l'emperador Justinià I va dirigir la seva atenció a les províncies occidentals de l'imperi amb la intenció de reconquerir Itàlia i l'antiga capital imperial, Roma. A finals del segle v, la península itàlica havia caigut sota el control dels ostrogots, qui, malgrat reconèixer formalment la sobirania de l'imperi, a la pràctica havien establert un regne independent. Amb la mort de Teodoric el Gran, fundador del regne, Justinià va aprofitar el buit de poder per iniciar la guerra.
El 535, el general Mundus invadia Dalmàcia per terra i Belisari, amb 7.500 homes, capturava Sicília sense complicacions. Des de Sicília, el juny del 536, travessava cap Itàlia i desembarcava a Rhegium. Després d'un setge de vint dies, els romans saquejaren Nàpols el mes de novembre. Davant de la passivitat del rei ostrogot Teodat, altres capitosts es reuniren per escollir Vitigès com nou rei. Teodat va intentar fugir de Roma a Ravenna, però fou assassinat pels homes del nou rei abans d'arribar-hi. Vitigès, llavors, va decidir reunir tot el seu exèrcit, que es trobava al nord i va marxar cap a Ravenna amb aquesta intenció, deixant 4.000 homes a Roma per defensar la ciutat.
Malgrat tot, els ciutadans de Roma eren obertament partidaris de l'Imperi i, per evitar un possible setge, enviaren una delegació de personatges eminents per negociar amb Belisari. El contingent ostrogot, conscients que no podrien defensar la ciutat amb l'oposició d'una població hostil, decidiren retirar-se i així, el 9 de desembre del 536, abandonaven la ciutat per la piazza del Popolo, mentre Belisari entrava amb els seus 5.000 homes per la porta Asinària.

## El setge

### Fases inicials

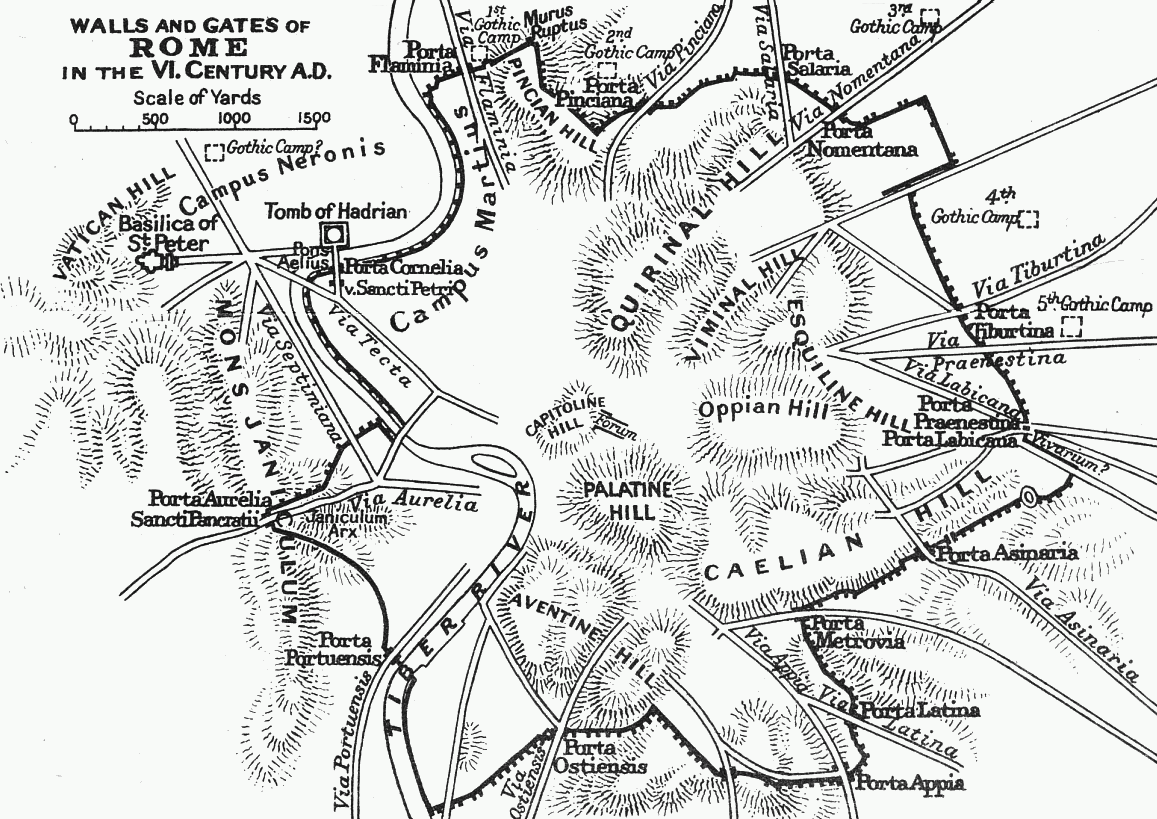
La Muralla Aureliana de Roma en el, amb les localitzacions dels campaments gòtics.

Belisari no va poder seguir avançant cap a Ravenna perquè tenia poques tropes, així que va decidir quedar-se a Roma i preparar-se pel contraatac. Va establir els seus quarters generals al Pincio, al nord de la ciutat, i va ordenar que es reparés la muralla Aureliana. Es va cavar una fossa per la part exterior, es va reforçar el fort del castell de Sant'Angelo i es va col·locar una cadena al riu Tiber. També es van disposar magatzems per guardar provisions.
L'exèrcit ostrogot va avançar cap a Roma i va travessar el riu Anio pel pont de la via Salària, fent fugir les tropes romanes que el defensaven. L'endemà, Belisari es va salvar per poc quan, desconeixent que les seves tropes havien fugit, va avançar cap al pont amb un contingent dels seus buccel·laris. Trobant-se per sorpresa que els gots controlaven el pont, Belisari i els seus es veieren immersos en una lluita que els causà fortes baixes abans de poder fugir.

#### Pous d'aigua
Roma era massa gran i els gots no van poder encerclar-la totalment, així que van aixecar set campaments per vigilar les portes i vies d'accés principals a la ciutat, amb la finalitat de sotmetre Roma per gana. Sis d'aquests campaments es trobaven a l'est del riu, mentre que el setè s'aixecava al campus Neronis, prop del Vaticà. Aquesta disposició deixava obert el sud de la ciutat. Els gots procediren a bloquejar els aqüeductes que subministraven aigua a la ciutat, tant per beure com per fer funcionar els molins, la majoria dels quals es trobaven al Janícul. Belisari fou capaç de contrarestar aquesta acció construint molins flotants sobre el corrent del Tíber, però les penúries que patia la població creixien dia rere dia. Percebent aquest descontentament, Vitigès va intentar que la ciutat es rendís, prometent el salconduit de les tropes romanes, però l'oferta fou rebutjada.
| « | …Respecte a Roma, a més, que hem capturat, al conservar-la no mantenim res que pertanyi a d'altres, sinó que foren vostès qui entraren en aquesta ciutat sense autorització en temps passats, malgrat que no els pertanyia en absolut, i ara l'han retornat, encara que sense desitjar-ho, als seus antics senyors. I qualsevol de vostès que tingui esperances de posar un peu a Roma sense lluitar, s'equivoca en el seu judici. Perquè mentre Belisari visqui, li resulta impossible renunciar a aquesta ciutat. | » |

### Primer gran assalt
Poc després de veure rebutjada la seva oferta, Vitigès va desencadenar un assalt en massa contra la ciutat. Els seus enginyers havien construït quatre grans torres d'assalt que, arrossagades per bous, començaren a avançar cap a les muralles del nord de Roma, a prop de la porta Salària. Segons Procopi:
| « | El divuitè dia del setge, els gots avançaren contra les fortificacions a la matinada […] i tots els romans foren colpits amb consternació en veure avançar les torres i els ariets, que eren estranys per ells. Però Belisari, en veure les tropes enemigues avançant amb els enginys, començà a riure i va ordenar als seus soldats que romanguessin quiets i que sota cap circumstància comencessin a lluitar fins que ell mateix donés el senyal. | » |

La raó perquè Belisari va esclatar a riure no va quedar clara en aquells moments, però quan els gots s'aproximaren a la fossa, va agafar el seu arc i un rere l'altre, va matar tres cavallers ostrogots. Els soldats que defensaven les muralles van prendre aquest fet com un bon auguri i començaren a celebrar-ho amb crits de joia. Llavors Belisari va revelar el seu pla i va ordenar als seus arquers que concentressin el foc contra els bous que els gots, sense pensar-ho, havien deixat exposats i a tir de les muralles. Els bous foren morts ràpidament i les quatre torres quedaren allí on estaven, inservibles, davant les muralles.

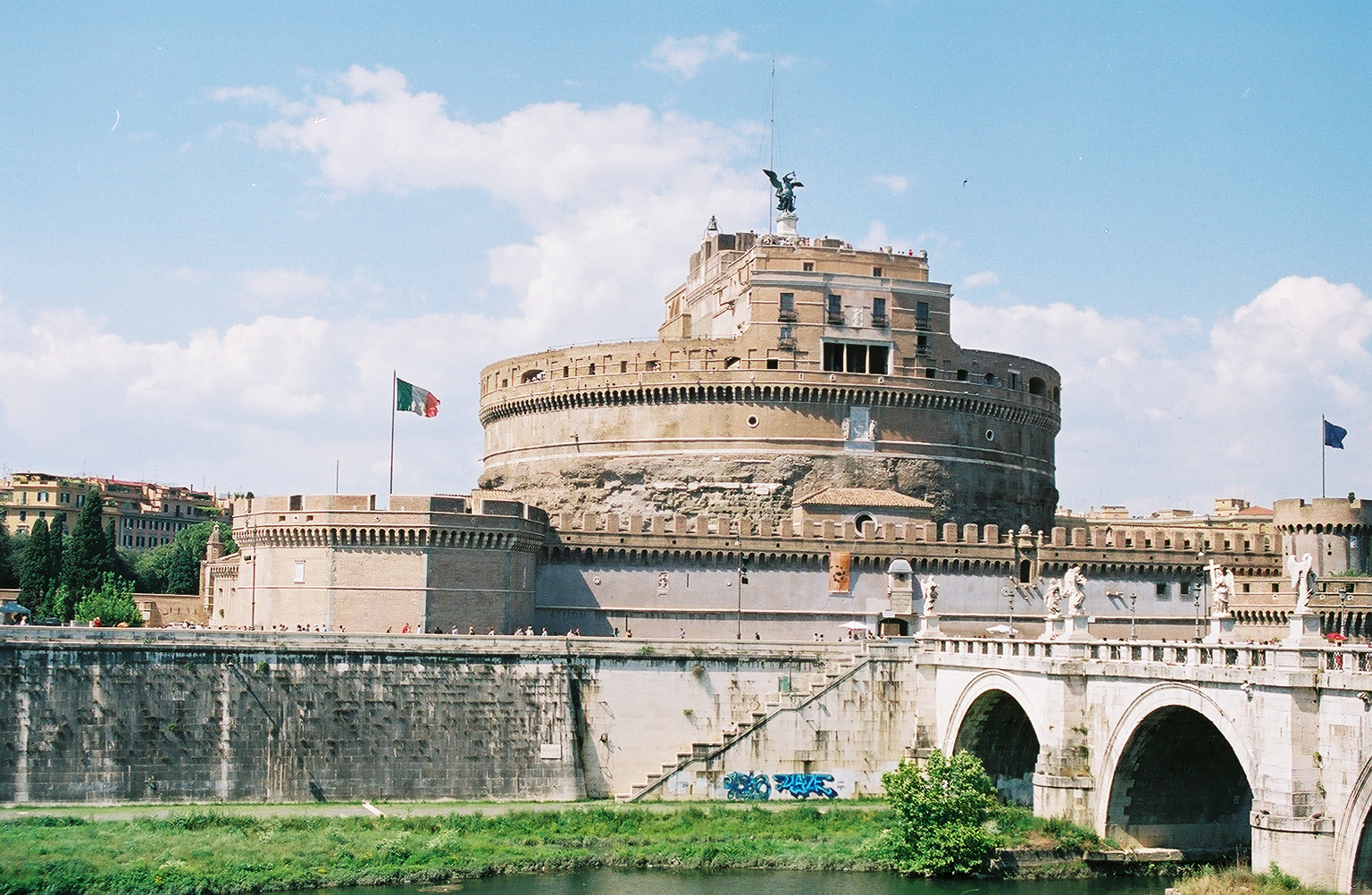
El mausoleu d'Adrià fou l'escenari d'una ferotge batalla entre romans i gots.

Vitigès, llavors, va deixar un gran nombre de soldats per mantenir ocupats als defensors, mentre ell atacava les muralles del sud-est, a prop de la porta Maggiore, coneguda com el Vivarium, doncs allí les fortificaciones eren més baixes. A l'oest, s'atacaren a la vegada el mausoleu d'Adrià i la porta Aurelia-Sancti Petri, on la batalla fou especialment ferotge. Finalment els gots foren rebutjats però la situació al Vivarium era greu. Els defensors, comandats per Bessas i Peranius, es trobaven sota gran pressió i demanaren ajut a Belisari, qui hi anà amb reforços. Tan bon punt els gots van poder obrir una bretxa a la muralla, Belisari va ordenar que uns quants homes els ataquessin abans que l'enemic es posés en formació, mentre ell mateix sortia per la porta amb la majoria de les seves forces i atacava als gots per sorpresa. Aquests foren rebutjats i fugiren, i les seves màquines de setge foren cremades. Al mateix temps, els romans de la porta Salària també organitzaven una sortida i destruïren moltes màquines d'assalt. Així, el primer intent dels gots per prendre la ciutat va fracassar i aquests es retiraren als seus campaments.

### Èxits romans
Malgrat aquest primer triomf, Belisari sabia que la seva situació era delicada i va escriure al seu emperador Justinià per demanar-li reforços. De fet, Justinià ja li havia enviat tropes, sota el comandament dels tribuns Martí i Valerià, però aquests es veieren demorats a Grècia pel mal temps. En la seva carta, Belisari afegia paraules de preocupació respecte a la lleialtat de la població: "I malgrat que en aquests moments els romans estan ben predisposats cap a nosaltres, si les seves penúries es perllonguen, probablement no dubtaran a escollir un rumb que sigui millor pels seus interessos. […] És més, els romans es veuran obligats per la fam a fer coses que preferirien no fer." Per por a ser traït, Belisari va prendre mesures estrictes: El papa Siveri I fou destronat sota sospites de negociar amb els Gots i fou reemplaçat per Vigili I; els panys i les claus de les portes es canviaven dues vegades al mes; hi havia rotació de guàrdies en les portes i s'implementaren patrulles.
Vitigès, mentrestant, enrabiat pel seu fracàs, va ordenar l'assassinat dels senadors que retenia a Ravenna com a ostatges i va procedir a completar el bloqueig de Roma tallant les vies de subministrament per mar. Va capturar Portus a la ciutat d'Òstia, i malgrat que els romans seguiren controlant la mateixa ciutat d'Òstia, el fet de perdre el control del port complicava sobremanera el transport dels subministraments perquè havien de ser descarregats a Antium i des d'allí, transportats a Roma. D'altra banda, vint dies més tard entraven a Roma els reforços, sumant 1.600 genets. Belisari tenia ara una força mòbil i ben entrenada, que va utilitzar en sortides contra els gots. Invariablement, la cavalleria romana, en gran part d'origen hun o eslau i experts arquers, s'aproximaven als gots (que lluitaven principalment cos a cos i no tenien armes de llarga distància), disparaven un núvol de fletxes i es retiraven rere les muralles quan els perseguien. La seva retirada es cobria amb el foc de les ballestes i catapultes, que causaven un gran nombre de baixes entre els gots.

### Victòria dels gots en camp obert
Encoratjats per la victòria, els generals de Belisari el pressionaren per presentar batalla a camp obert contra els gots, i si bé en un primer moment Belisari es va oposar per la seva inferioritat numèrica, finalment va accedir-hi i va començar els preparatius. El cos major de l'exèrcit, sota les seves ordres, sortiria des del nord per les portes Salària i Píncia, mentre la massa de ciutadans armats i un contingent de cavalleria sota les ordres de Valentí atacarien el campament gòtic a l'oest del Tíber, per evitar que aquests s'unissin al combat. Belisari era conscient que la infanteria romana a les seves ordres quedava molt lluny del que havien estat les legions, així que volia que la seva cavalleria carregués amb el pes de la batalla, però convençut per dos dels seus guardaespatlles, Principius i Tarmutus, finalment va accedir a disposar un gran contingent d'infanteria sota les ordres d'aquests dos, com a reserva i punt d'encontre per la cavalleria.
Vitigès va disposar els seus homes amb la infanteria en el centre i la cavalleria a les ales, de manera acostumada. Quan es va iniciar la batalla, la cavalleria romana va seguir la reeixida tàctica de disparar fletxes contra les tropes enemigues i fugir evitant la confrontació directa. Així causaren moltes baixes als gots, que no foren capaços d'adaptar-se a l'estil de lluita dels romans, i cap al migdia la victòria semblava estar en mans de Belisari. A l'altre costat del riu Tíber, els romans atacaren el campament gòtic i gràcies a la sorpresa i el gran nombre de ciutadans armats, els feren fugir cap a les muntanyes. Però malgrat aquest inicial triomf i els esforços de Valentí per mantenir l'ordre, els civils aviat es dedicaren al pillatge del campament abandonat, donant temps perquè els gots s'organitzessin de nou i es llancessin al contraatac. Mentrestant, a la riba oriental del Tíber, els romans havien arribat als campaments gòtics, on la resistència fou ferotge i els romans patiren moltes baixes. Quan la cavalleria gòtica de l'ala dreta s'adonà que els romans flaquejaven, carregaren contra ells i els feren fugir. Aviat les tropes romanes corrien a la desbandada i la infanteria de Principius i Tarmutus, que suposadament havia d'actuar com a pantalla defensiva en un cas com aquell, es va desintegrar per refugiar-se darrere les muralles.

### Arribada dels reforços romans
Després de la batalla, els dos bàndols es prepararen per un llarg setge. Belisari va reprendre la tàctica d'emprar la cavalleria per atacs a distància i conservar les forces fins que arribessin els reforços. El mes de juny, quan la fam que patia la ciutat era ja desesperant, Belisari va rebutjar totes les demandes de tornar a oferir batalla a camp obert. En canvi, va enviar a Nàpols el seu secretari, Procopi, i la seva esposa, Antonina, per esbrinar on es trobaven els reforços i al mateix temps, reunir totes les forces possibles dels fortins romans de la zona. Junts, Procopi i la muller del general, reuniren subministraments i uns 500 soldats, però els reforços no arribaren fins més tard, i eren 3.000 isauris i 1.800 genets.

### Fi del setge
Els gots, que també patien gana i malalties, van recórrer a la diplomàcia. Una ambaixada de tres representants es presentaren a Belisari i li oferiren Sicília i el sud d'Itàlia (que ja estava en mans romanes) a canvi de la retirada dels romans. El diàleg, preservat per l'historiador Procopi, il·lustra clarament les oposades posicions d'ambdós bàndols, amb els emissaris afirmant que havien patit una injustícia i oferint territoris, mentre Belisari es mostrava segur, desdenyós i fins i tot sarcàstic. Fos com fos, es va acordar un armistici de tres mesos, per permetre que els gots enviessin emissaris a Contantinoble per seguir negociant. Belisari va aprofitar-ho i va fer entrar a la ciutat els 3.000 isaurians que havien arribat a Òstia, i també multitud de provisions. Els gots, en canvi, es trobaren mancats de recursos i es veieren obligats a abandonar el port d'Òstia, que fou ràpidament ocupat pels isaurians, i també Centumcellae) i Albano. D'aquesta manera, cap al desembre, els gots estaven pràcticament rodejats per contingents romans que tallaren totes les seves vies de subministrament. Belisari fins i tot va enviar Joan, un dels seus millors generals, i 2.000 homes cap a Picenum, amb ordres d'evitar qualsevol conflicte però estar preparats per capturar o saquejar qualsevol punt fort enemic que trobés, sense deixar-ne cap a la rereguarda.
Poc després, els gots trencaven la treva en intentar entrar a la ciutat per l'aqüeducte Aqua Virgo, però les seves torxes foren detectades pels guàrdies que vigilaven les portes i els romans en van reforçar la seguretat. Així mateix, sota les ordres d'Ildiger, el nebot d'Antonina, els defensors rebutjaren un atac que els gots llençaren contra la porta Píncia. Els gots també intentaren drogar els guàrdies de la secció de la muralla propera a Sant Pere, però un dels espies romans que havien de drogar la guarnició va confessar el pla a Belisari, i aquest intent també fou desbaratat.
Contraatacant, Belisari va ordenar a Joan que avancés cap a Picenum. Joan, després de derrotar un exèrcit gòtic comandat per Ulithus, oncle de Vitigès, tenia via lliure per recórrer la província a la seva voluntat. Malgrat tot, va ignorar les ordres de Belisari de no deixar cap fortificació a la seva rereguarda i no va intentar prendre Auxinum (modern Osimo) ni Urbinum (modern Urbino), jutjant que les seves defenses eren massa fortes. En canvi, les va rodejar i es va dirigir cap a Ariminium (Rimini), convidat per la població romana de la ciutat. Amb la captura d'Ariminium, els romans se situaren a només un dia de marxa de la capital dels gots, Ravenna. Quan Vitigès tingué notícies de la caiguda d'Ariminium, va decidir finalment que era hora de llevar el setge i tornar a la seva capital. 374 dies després d'iniciar el setge de Roma, els gots cremaren els seus campaments i marxaren seguint la via Flamínia. Belisari va dirigir una sortida de les seves tropes, i quan la meitat de les tropes enemigues ja havia creuat el ponte Milvio sobre el Tíber, va atacar la rereguarda causant nombroses baixes als gots.

## Fets posteriors
Amb la victòria, sobre un enemic numèricament molt superior, els romans guanyaren moral i prengueren la iniciativa. El general romà d'Orient Narses va arribar amb nombrosos reforços i això va permetre a Belisari capturar molts forts gòtics i controlar la major part d'Itàlia al sud del riu Po a finals de l'any 539. De fet, la mateixa Ravenna fou capturada el maig del 540 i la guerra semblava guanyada, però els gots van revifar sota el lideratge del carismàtic rei Tòtila i van capgirar la situació. El 546, Roma tornava a estar sota setge, aquest cop pels homes de Tòtila, i ni tan sols Belisari va poder evitar la seva captura. La ciutat seria recuperada per l'imperi poc després, només per patir un tercer setge el 549. La segona campanya de Narses, el 551, significaria la fi de la guerra, ja que el 553, a la batalla de Tagines el darrer rei ostrogot Teia, era derrotat i mort.